# منسر
منسر (به فرانسوی: Ménessaire) یک کمون در فرانسه با جمعیت ۶۹ نفر است که در Canton of Liernais واقع شده‌است.